# Kurt Drees
Kurt Drees (* 3. August 1925 in Barmen; † 18. Januar 1998 in Wuppertal) war ein deutscher Kommunalpolitiker (CDU) und Unternehmer.

## Biographie

### Politik
Zwischen 1973 und 1994 war er Bürgermeister von Wuppertal. Er gehörte zwischen 1961 und 1997 dem Stadtrat an. In dieser Zeit war er Vorsitzender der Wuppertaler CDU und Fraktionsvorsitzender.
1981 wurde Kurt Drees der Ehrenring der Stadt Wuppertal verliehen, und 1993 verlieh ihm die Stadt Wuppertal die Ehrenbürgerschaft. 2005 wurde nach Plänen der CDU-Fraktion die Spinnstraße im Stadtteil Barmen in Kurt-Drees-Straße umbenannt. Zuvor hatte die Umbenennung des Alten Marktes in Kurt-Drees-Platz zu massivem Bürgerprotest geführt.

### Unternehmen
Im Jahr 1968 übernahm er nach dem Tod seines Vaters Gustav Drees jr., der bei einem Verkehrsunfall gestorben war, die ursprünglich in den 1920er-Jahren gegründete Firma Gustav Drees (Haushalts- und Eisenwaren). Das Geschäft befand sich 1975 im neu erbauten Wohn- und Geschäftshauskomplex an der Pannewiese 1 / Gemarker Straße 4 (Zwinglistraße) in der Barmer Innenstadt. Im Lauf der Jahre wurden die Räume im Erdgeschoss an Schlecker und Lidl vermietet. Lidl eröffnete 1986 dort seine 500. Filiale. Das exklusive Haushaltswarengeschäft Drees wurde im Tiefparterre weiterbetrieben. Nach dem Tod von Kurt Drees übernahm seine Witwe Hildegard Drees-Hager (* 1931, † 2019, auch Inhaberin von Sahne-Hager Drees-Hager Nutricia) das Unternehmen. Das Geschäft wurde im Jahr 2009 geschlossen. Die Zentrale von Kurt Drees war das große Wohn- und Geschäftsgebäude an der Berliner Straße 100 in Oberbarmen.